# ULS Ferry 1
ULS Ferry 1 (ранее Kapella (1998—2012), Marine Evangeline (1995—1998), Spirit of Boulogne (1993—1995), Marine Evangeline (1978—1993), построен как Duke of Yorkshire (1974—1978)) — морской автомобильно-пассажирский паром на международной паромной линии Усть-Луга — Силламяэ, соединяющей с сентября 2012 года приграничные морские порты России и Эстонии.

## История
Спущенное на воду на верфи Kristiansands Mekaniske Verksted в Кристиансанне в Норвегии судно под строительным номером 221 носило заводское наименование Cord Adeler, однако на церемонии крещения в 1974 году ему было присвоено имя Duke of Yorkshire, и оно было передано 6 июня 1974 года компании A/S Larvik-Frederikshavnferjen из норвежского Ларвика. Долгие годы судно фрахтовалось для работы на паромных линиях в Голландии и Канаде. Осенью 1997 года судно под багамским флагом и под именем Marine Evangeline взяла в аренду эстонская компания Tallink для своей новой линии Палдиски — Капельшер (sv. Kapellskär). В 1998 году Tallink приобрёл это судно, присвоил парому имя Kapella и поставил под эстонский флаг. Порт приписки — Таллин.
В 2004—2007 судно Kapella эксплуатировалось на линии Таллин — Хельсинки, а в 2007—2008 годах вернулось на линию Палдиски — Капельшер. С 24 июня 2012 судно в период «белых ночей» и до продажи в августе 2012 года новому собственнику осуществляло рейсы на линии Таллин — Вуосаари (Хельсинки).
Паром перекрасили в новые цвета, эстонский флаг сменился панамским и под новым именем ULS Ferry 1 судно прибыло 16 сентября 2012 в Таллин для участия в торжественной церемонии открытия новой паромной линии Усть-Луга — Силламяэ.

## Фотографии парома
- Паром Kapella в Хельсинки в 2005 году
- Kapella в Хельсинки летом 2005 года
- Прибытие панамского парома в Таллин на торжественную церемонию 16 сентября 2012 года
- ULS Ferry 1 у причала в Таллинском порту